# Tornieria
La tornieria (Tornieria africana) era un grande dinosauro erbivoro vissuto in Africa orientale nel Giurassico superiore (Kimmeridgiano, circa 150 milioni di anni fa).

## Descrizione
Questo dinosauro era molto simile ai coevi e famosissimi giganti dell'America settentrionale come il Diplodocus e l'Apatosaurus, e difatti per molto tempo dopo la sua scoperta è stato confuso con uno di questi erbivori (chiamati diplodocidi), Barosaurus. Recenti studi indicano però che le due forme sono ben distinte per alcuni particolari anatomici. La tornieria, in ogni caso, era un grande dinosauro sauropode dotato di un collo e di una coda eccezionalmente lunghi, che insieme occupavano quattro quinti della lunghezza dell'intero animale, che raggiungeva e forse oltrepassava i 26 metri. La coda a frusta veniva tenuta sollevata dal terreno, e il collo era tenuto più o meno in posizione orizzontale, cosicché la tornieria potesse brucare la bassa vegetazione in un grande spazio senza praticamente muoversi, muovendo il collo intorno come una sorta di gigantesca gru. Questo animale viveva negli stessi luoghi di un altro gigante molto noto, il Brachiosaurus brancai (ora Giraffatitan brancai), che probabilmente aveva abitudini alimentari differenti.

## Classificazione

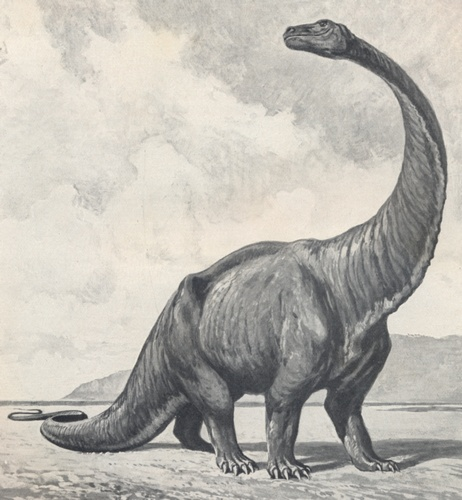
Ricostruzione di Heinrich Harder (come "Gigantosaurus"), 1912

La storia tassonomica della tornieria è considerata una specie di "incubo" paleontologico. Nel 1908, il paleontologo Eberhard Fraas identificò i resti di due sauropodi in Tanzania, e li denominò Gigantosaurus robustus e Gigantosaurus africanus. Una terza specie proveniente dal Malawi venne descritta nel 1928 da Sidney H. Haughton come Gigantosaurus dixeyi (ma fu poi assegnata, verso la fine del secolo scorso, a un altro genere di dinosauro sauropode, Malawisaurus). Il nome Gigantosaurus, però, era già stato utilizzato per descrivere un altro sauropode europeo, e così Sternfeld, nel 1911, ridescrisse i sauropodi della Tanzania come Tornieria, con le specie T. robusta e T. africana.
Nel 1961, un nuovo studio su questi sauropodi da parte di Werner Janensch condusse alla conclusione che una specie, T. africana, era una forma africana del genere americano Barosaurus (anche se alcuni paleontologi non furono d'accordo), mentre l'altra specie, T. robusta, risultò essere un sauropode molto diverso, appartenente ai titanosauri. Questi resti, così, vennero descritti in seguito come Janenschia robusta (Wild, 1991). Janensch, inoltre, nel '61 descrisse un'altra specie di Barosaurus proveniente dagli stessi strati della Tanzania e la chiamò B. gracilis. Il nome Tornieria, comunque, non è mai caduto del tutto in disuso e spesso alcuni paleontologi hanno considerato Tornieria e Barosaurus come due forme distinte, pur senza l'aiuto di uno studio serio. Nel 2006, però, Remes ha ristudiato il materiale appartenente a T. africana e ha concluso che questi resti appartengono a un animale simile, ma non identico, a Barosaurus. Anzi, Tornieria rappresenterebbe il sister group del clade Barosaurus + Diplodocus e sarebbe caratterizzato dalle zampe particolarmente robuste.